# 五十嵐博
五十嵐 博（いがらし ひろし、1960年〈昭和35年〉7月23日- ）は、日本の実業家。株式会社電通グループ取締役代表執行役社長CEO。一般社団法人日本広告業協会理事長。

## 経歴
福島県喜多方市山都町出身。福島県立喜多方高等学校を経て、新潟大学経済学部卒業。1984年4月に電通（現・電通グループ）に入社。2013年4月に営業局長に就任。2017年1月に執行役員に就任。2018年3月に取締役執行役員に就任。2020年1月に電通グループの子会社の株式会社電通の代表取締役社長執行役員、株式会社電通グループの取締役となる。 2021年一般社団法人日本広告業協会理事長となる。2022年3月に株式会社電通グループの代表取締役社長執行役員となる。2023年3月に株式会社電通グループの取締役代表執行役社長CEOとなる。

## 略歴
- 1984年（昭和59年）3月 - 新潟大学経済学部卒業。
- 1984年（昭和59年）4月 - 株式会社電通（現・株式会社電通グループ）入社[4]。
- 2013年（平成25年）４月 - 株式会社電通（現・株式会社電通グループ）営業局長。
- 2017年（平成29年）1月 - 株式会社電通（現・株式会社電通グループ）執行役員。
- 2018年（平成30年）3月 - 株式会社電通（現・株式会社電通グループ）取締役執行役員。
- 2020年（令和2年）1月 -  株式会社電通代表取締役社長執行役員。株式会社電通グループ取締役。
- 2021年（令和3年）5月 -  一般社団法人日本広告業協会理事長。
- 2022年（令和4年）1月 -  株式会社電通グループ取締役社長執行役員。株式会社電通代表取締役。
- 2022年（令和4年）3月 -  株式会社電通グループ代表取締役社長執行役員。
- 2022年（令和4年）6月 -  株式会社共同テレビジョン監査役。
- 2023年（令和5年）3月 -  株式会社電通グループ取締役代表執行役社長CEO。